# Стремци
Стремци е село в Южна България. То се намира в община Кърджали, област Кърджали.

## География
Село Стремци се намира в планински район, разстоянието на селото до най-близкия областен град е 12 км.

## Население
Численост и дял на етническите групи според преброяването на населението през 2011 г.:
|                     | Численост | Дял (в %) |
| Общо                | 603       | 100,00    |
| Българи             | 5         | 0,82      |
| Турци               | 552       | 91,54     |
| Цигани              | 38        | 6,30      |
| Други               | 0         | 0,00      |
| Не се самоопределят | 3         | 0,49      |
| Неотговорили        | 5         | 0,82      |

## Икономика
Преобладаваща част от населението се занимава със земеделие. В селото има шивашки цех, няколко ресторанта и магазини за хранителни стоки. Работата в чужбина е основният източник на доходи за младите семейства. Кметството е с работно време от 08.00 часа до 17.00
Има ОУ „Св. св. Кирил и Методий“ с над 180 деца, Поща, Бензиностанция, Най – модерната спортна зала в област Кърджали.

## Културни и природни забележителности
На 7 километра от с. Стремци се намира археологическият средновековен комплекс Перперикон, който е част от стоте национални туристически обекта. В района на селото се намират и античните златни рудници, които са обект на археологични проучвания от месец октомври 2018 г. До рудниците се стига през центъра на селото, и после по черен път. Хълмът Хисар тепе е буквално издълбан от древните шахти, комини и места за кариерен добив. Археологическите находки, сред които и парчета от керамични съдове от III-IV век на Римската епоха и XII-XIII век на Византийското средновековие доказват, че мината е била разработена по време на Римската епоха и после изоставена. Но през средните векове тя е била отново възстановена, а добивът на злато – подновен. В рудника са достъпни около половин километър галерии, запазени са и десетина входа.
При съвременните изследвания на почвата край входовете на галериите и шахтите, във взетите проби са били намерени множество зърна от самородно злато. Във всяка проба са били открити от 20 до 135 зърна от злато с размери от 0.05 до 1 мм.
Наблизо са и Каменните гъби, известни още с името Скални гъби, който е част от стоте национални туристически обекта за природна забележителност.
Читалище „Огнище 1944“ в с. Стремци се превърна в средище за културна дейност не само в селото, но и в региона. Основано през далечната 1944 г., НЧ „Огнище 1944“ и днес продължава да е център, в който децата и будните хора с много голям ентусиазъм насищат своята жажда за просвета и култура. Читалището отваря прозореца към световната литература, развива песенното и танцовото богатство на българското и турското изкуство.
Председател на читалището от 2018 г. е Бюлент Джелил, а като читалищен секретар от 2018 г. е назначена Йълдъз Юсуф.
В последните години много хора поради едни или други причини не могат да си купят книги. За радост читалището с участие в проекти успява да осигури средства за закупуване на нови книги. Библиотеката разполага с около 9000 тома литература. Това показва, че тя е любимо място за учениците и редовните читатели, които могат да намерят нови заглавия в книгоиздаването. С участието си в програмата „Глоб@лни библиотеки“ през 2009 г. и одобряването на проекта читалището разполага с библиотечен информационен център, в който има три компютъра, принтер, скенер, мултимедия и екран. Така библиотеката се превърна в информационен и обществен център, където жителите на село Стремци и от района получават безплатен достъп до интернет.
Голямо разнообразие в живота на селото внася и издаваният от читалището вестник „Огнище“, основан през 2010 г. от клуб „Млад журналист“ с ръководител Петър Рашков. Това е единственият професионален вестник в България, който се издава на български от деца до осми клас в изцяло турско говорещ район.
Към читалището съществуват две танцови групи, група за старинни обичаи, кръжок по художествено слово, кръжок по драматизация и кръжок по рисуване. Групите и кръжоците участват във всички инициативи на читалището в селото и регион Кърджали, а освен това се изявяват и в много местни, регионални, национални и международни конкурси и фестивали. През 2014 г. читалището отпразнува своя 70-годишен юбилей с богата програма. Тогава беше издадена и книгата „Събрани край огнището“, посветена на дейността на читалището. Автор на книгата е Петър Рашков. Малко читалища в България могат да се похвалят с такава летописна книга.

## Религия
Населението на с. Стремци е турско и мюсюлманско.

## Личности
- Исмаил Юсеинов-Европейски шампион от „Берлин '70“ и „Катовице '72“, Европейски вицешампион от „Ленинград '76“, Световен вицешампион през 1970 и бронзов медалст от 1971 и 1975 г.